# Goli vrh
Il Goli vrh (lett. "Monte Goli") con 1.787 m s.l.m. è un monte delle Alpi di Kamnik e della Savinja.

## Descrizione
La vetta è situata al confine tra Austria e Slovenia.

## Ascensioni
- Jezersko – Lago di Planšar – agriturismo Ancel – centro alpino di Davo Karničar (parcheggio) – altopiano Jenkova planina – Goli vrh (1,5 ore).